# ジーン・エイムズ
ジーン・エイムズ（英語: Gene Ames、1923年2月13日 - 1997年4月4日）は、アメリカの俳優、ボーカルミュージシャンである。